# Robert Hirschfeld
Robert Hirschfeld (ur. 8 czerwca 1942 w Nowym Jorku, zm. 4 grudnia 2009 w Dobbs Ferry) – amerykański aktor i pisarz.
Odtwórca roli oficera Leo Schnitza w serialu kryminalnym NBC Posterunek przy Hill Street (1981–1985). Był autorem książek dla dzieci i młodzieży, a także krytykiem kulinarnym.
Zmarł w Dobbs Ferry w stanie Nowy Jork w wieku 67 lat.

## Filmografia

### Filmy
- 1974: Brudna Mary, świrus Larry jako zamienna postać
- 1979: Ucieczka z Alcatraz jako strażnik 14
- 1979: The Promise jako doktor Sidney Meisner
- 1980: Wyspa jako kucharz
- 1999: Cradle Will Rock jako Centrum Rockefellera – Sol

### Seriale
- 1984: Cagney i Lacey jako Morris Katz
- 1981–1985: Posterunek przy Hill Street jako oficer Leo Schnitz
- 1987: Detektyw Hunter jako Brovard
- 1988: Webster jako Joe
- 1991: Prawo i porządek jako Saunders
- 1992: Prawo i porządek jako Abrams
- 1995: Oblicza Nowego Jorku jako Warbet
- 1996: Prawo i porządek jako detektyw Manny Lipsitz
- 2000: Prawo i porządek jako Nick Levine
- 2004: Prawo i porządek jako Andrew Schrader
- 2006: Rodzina Soprano jako sędzia Holzer

## Publikacje
- Robert Hirschfeld, Nancy White: The Kids’ Science Book. Gareth Stevens, 1997. ISBN 978-0836819687.